# Miss Jugoslavia
Miss Jugoslavia (Мис Југославијe) è stato un concorso di bellezza nazionale per le donne non sposate in Jugoslavia.
Le prime edizioni del concorso risalgono agli anni venti. Il concorso fu poi interrotto durante gli anni della seconda guerra mondiale, per poi ripartire dal 1966. A differenza degli altri paesi in cui vigeva il comunismo, in cui i concorsi di bellezza erano praticamente banditi, Miss Jugoslavia andò avanti senza problemi sino al 1992, quando il concorso fu nuovamente fermato per la guerra.
Nel 1996, la competizione riprese con il nome di Miss Yu in Jugoslavia (in particolare, nelle Repubbliche di Serbia e Montenegro) e di conseguenza rinominato dal 2003 come Miss SCG (Miss Serbia e Montenegro).
Dal momento in cui il Montenegro si è reso indipendente dalla Serbia e Montenegro nel 2006, il concorso si è trasformato in Miss Serbia.

## Albo d'oro
| Anno | Miss Jugoslavia               |
| ---- | ----------------------------- |
| 1926 | Ida Kravanja                  |
| 1927 | Svetlana Gugović              |
| 1928 | Štefica Vidačić               |
| 1929 | ... Matiyevitch [Matiyević]   |
| 1930 | Stephanie Drolmsky [Drobniak] |
| 1931 | Katica Urban                  |
| 1932 | Olga Đurić [Gyuritch, Gyurić] |
| 1935 | Nina Ninkovitch [Ninković]    |
| 1966 | Nikica Marinović              |
| 1967 | Aleksandra Mandić             |
| 1968 | Ivona Puhlera                 |
| 1969 | Radmila Živković              |
| 1970 | Anita Baturina                |
| 1971 | Zlata Petković                |
| 1972 | Biljana Ristić                |
| 1973 | Atina Golubova                |
| 1974 | Jadranka Banjac               |
| 1975 | Ladija Verkovska              |
| 1976 | Natasa Košir                  |
| 1980 | Zorica Pesek                  |
| 1982 | Ana Sasso                     |
| 1983 | Bernarda Marovt               |
| 1984 | Dinka Delić                   |
| 1985 | Aleksandra Kosanović          |
| 1986 | Maja Kukić                    |
| 1987 | Matilda Sazdova               |
| 1988 | Suzana Žunić                  |
| 1989 | Aleksandra Dobraš             |
| 1990 | Ivona Brnelić                 |
| 1991 | Slavica Tripunović            |